# 温哥华参考文献格式
温哥华参考文献格式（英語：Vancouver reference style），或称温哥华注释体系（英語：Vancouver system）、温哥华格式（英語：Vancouver style）等，是一种參考文獻标注格式。该格式在正文中所引用的段落后标记数字序号，用来索引文后参考文献，故也时常被称为作者-序号体系（英語：author–number system）。温哥华格式在物理科學中比较流行，与哈佛参考文献格式（作者-时期体系）并列为医学领域最为常用的两种参考文献格式。医学界知名数据库MEDLINE和PubMed采用的即为温哥华格式。
大量的科学期刊采用作者-序号体系，即遵循使用文内的编号数字指向文后的具体参考条目，但具体的操作则在标点、字母大小写、斜体等方面与狭义上的温哥华格式有着细微差别。作者-序号体系存在了超过一个世纪，而“温哥华格式”这一名称在1978年才开始出现。该格式的最新版本刊载在美国国家医学图书馆（NLM）的《引用医学》上，遵循ICMJE的推荐格式。
广义的温哥华格式就是指所有的作者-序号体系。较为狭义的理解有认为符合ICMJE推荐格式皆为温哥华格式。而ICMJE推荐格式过去也被叫做原稿统一要求（英語：Uniform Requirements for Manuscripts，简称URM）。不过，像AMA格式虽然采用了温哥华格式的作者-序号体系，且符合URM，属于广义上的温哥华格式，但是AMA在斜体使用和引用序号是否使用方括号等方面与NLM/PubMed的格式有细微的差异，故而不被认为是更为狭义上的温哥华格式。

## 历史
作者-序号体系出现于百余年前，与哈佛格式在长期以来一直都是科学期刊的主要參考文獻格式之一。1978年，由各大医学期刊的编辑组成的国际医学期刊编辑委员会（英語：the International Committee of Medical Journal Editors，简写作ICMJE）在加拿大溫哥華举办会议，以制定统一的期刊文献要求。此次会议最终制定了《提交给生物医学期刊的原稿统一要求》，简称《原稿统一要求》，缩写为URM。在《原稿统一要求》（URM）中，国际医学期刊编辑委员会（ICMJE）选定了作者-序号体系作为统一的参考文献格式要求。
《原稿统一要求》（URM）的诞生比互联网出现早15年。在互联网在科研圈中普及前，《原稿统一要求》（URM）的各类版本在国际医学期刊编辑委员会（ICMJE）的成员期刊中以文章或者补充资料的形式不断重刊再版，如1991年《英国医学期刊》（BMJ）再版、1995年《加拿大医学协会期刊》（CMAJ）再版、1997年《内科学年刊》再版等。1990年代晚期到2000年代早期，各期刊被要求在重刊《原稿统一要求》时以1997年《美国医学会杂志》版本为准。
2000年早期，随着互联网在学术领域的使用越发广泛，国际医学期刊编辑委员会（ICMJE）官方网站 （页面存档备份，存于）上的格式要求逐渐变成公认的温哥华格式的最新版本要求，获取格式要求信息不再依赖参照出版在期刊上的最新版本《原稿统一要求》（URM）。例如，2004年起，意大利医学期刊《血液学》的编辑们便要求投稿文章作者直接访问国际医学期刊编辑委员会（ICMJE）官方网站以获取2003年修订版的《原稿统一要求》（URM）。
到了2000年代中期，负责维护医学文献作者信息检索网站MEDLINE和PubMed的美国国家医学图书馆（NLM）开始主持修编ICMJE的“引用示例（英語：Sample References）” 页面。大约从2007年开始，美国国家医学图书馆（NLM）编写了《引用医学》这一文献引用格式指南，以详细阐述格式要求。如今的ICMJE推荐格式页面被重定向至《引用医学》，以更好地阐明温哥华格式的各项要求。

## 用法示例

### 引用的标记方法
受到参考的文段用数字按照出现顺序在正文中依次编号：其形式为括号包裹的阿拉伯数字，如(1)、 [1]、上标的1或者上标加方括号的[1]。数字往往紧跟受到受参考文字后，或者正文中出现过的参考信息的一部分（如作者姓名、出版年份等）后：
" Hypovolemia is a massive decrease in blood volume, and death by excessive loss of blood is referred to as exsanguination.[1] Typically, a healthy person can endure a loss of 10–15% of the total blood volume without serious medical difficulties."
在参考文献列表的第1项出可以找到所引用的文献相关资料。

### 引用标记的位置
有些地方要求温哥华格式使用时，数字序号应当放在文段标点之外，以免干扰语句阅读；而也有要求放在标点内的：总之不同的方法要求都存在。前者为一些大学或者机构所推荐，后者则是一些出版物的格式要求，如MLA格式、IEEE格式等，但在大段摘引末尾的要求又有所不同。但无论是ICMJE推荐格式还是URM这两项温哥华格式的基本文件都没有提到过对引用标记的陈列位置。
放在句号内：
" The detailed mechanism was still poorly understood[1]."
放在句号外：
" The detailed mechanism was still poorly understood.[1]"
放在句中合适位置：
" A recent study[1] shows that ......"

### 引用格式
不同的引文类型（书籍、期刊文献等）有不同的格式要求。作者姓名都要求将姓氏前置后，只保留至多两个名字的首字母大写。名字的首字母大写是否合并书写（如“R. K.”简写为“RK“）实际并未被强制要求，但经常有合并书写、去除句点的情况出现。

#### 期刊文献

##### 正式期刊文献
- Leurs R, Church MK, Taglialatela M. H1-antihistamines: inverse agonism, anti-inflammatory actions and cardiac effects. Clin Exp Allergy. 2002 Apr;32(4):489-498.
- Tashiro J, Yamaguchi S, Ishii T, Suzuki A, Kondo H, Morita Y, Hara K, Koyama I. Inferior oncological prognosis of surgery without oral chemotherapy for stage III colon cancer in clinical settings. World J Surg Oncol. 2014 May 10;12(1):145. [Epub ahead of print]

如果一个期刊文献（Journal article）在一卷（Volume）中有连续页码，那么月份和发行期数（Issue）可以选择省略。如下例所示：
- Thomas MC. Diuretics, ACE inhibitors and NSAIDs – the triple whammy. Med J Aust. 2000;172:184-185.

NLM中有所有文章以及其作者的信息，MEDLINE数据库中可以检索到这些讯息。但是，这些信息中一般只包含3-6名作者的讯息，其后的作者信息被省略，并以“et al.”标记，这一拉丁语标记在多数医学期刊中并不以斜体表示：
- Guilbert TW, Morgan WJ, Zeiger RS, Mauger DT, Boehmer SJ, Szefler SJ, et al. Long-term inhaled corticosteroids in preschool children at high risk for asthma. N Engl J Med. 2006 May 11;354(19):1985-1997.

有时也会加上该文献的识别码（如DOI或者PubMed编号），下例即给出了PubMed编号，即PMID：
- von Itzstein M, Wu WY, Kok GB, Pegg MS, Dyason JC, Jin B, et al. Rational design of potent sialidase-based inhibitors of influenza virus replication. Nature. 1993 Jun 3;363(6428):418-423. PMID 8502295 （页面存档备份，存于）.

NLM会在页码书写方面可能有所省略，如将184-185简写为184-5。有的期刊会作如此的简记，但有的期刊则不允许这样的简记，也有简记与不简记混用的期刊。
实际上，多数的医学期刊都刊载在网上，甚至有不少只在网上刊载。对于出版时间的标记，NLM针对仅在网上刊载的文献要求在参考文献资料后补充写上“[Epub Year Mon Day]” ，对于电子出版早于纸质出版的要求写上“[Epub ahead of print]”并在日期一项上写电子出版的日期。但是，AMA格式要求将”[published online Month Day, Year]“放在引用文献标题后，如果没有印刷出版时间就不必在原先写日期的位置写上日期，只在方括号内写明即可。
期刊的名称往往被缩写，缩写名称中往往不包含表示缩写用的句号标记，在名称之后以句号结尾，以表示与下一项信息的分割。例如：“Environmental Science & Techonology”会缩写为“environ. sci. technol.”，在温哥华格式中会进一步缩写成“environ sci technol.”。名称缩写有一套规范，可以在网上的各类标准文件中查阅。但在以往，名称的缩写并不统一，有些缩写可能只在某些机构内部使用；如今，不同的标准文件（Citing Medicine at Appendix A: Abbreviations for Commonly Used English Words in Journal Titles （页面存档备份，存于）、美國國家標準協會Z39.5标准、ISO 4、ISSN.org List of Title Word Abbreviations (LTWA) （页面存档备份，存于）等）均已经统一了期刊名称缩写形式。

##### 非英语文献
如下为法语的期刊文献条目写法：
- Forneau E, Bovet D. Recherches sur l'action sympathicolytique d'un nouveau dérivé du dioxane. Arch Int Pharmacodyn. 1933;46:178-191. French.

原文语言全称写在编注文段的最后，即在页码或者出版地之后，以句号结尾，如上面的例子中在最后以“French.”注明了原文语言为法语。但是，NLM格式还要求以方括号形式在文章标题后添加标题的英文翻译。

#### 书籍引用示例

##### 作者即编者
- Rang HP, Dale MM, Ritter JM, Moore PK. Pharmacology. 5th ed. Edinburgh: Churchill Livingstone; 2003.

作品为编者共同撰写，则不需要加注“editors”。

##### 编者非作者
- Beers MH, Porter RS, Jones TV, Kaplan JL, Berkwits M, editors. The Merck manual of diagnosis and therapy. 18th ed. Whitehouse Station (NJ): Merck Research Laboratories; 2006.

编者若仅负责选文组合，则需要加注“editors”。

##### 有署名选段
- Glennon RA, Dukat M. Serotonin receptors and drugs affecting serotonergic neurotransmission. In: Williams DA, Lemke TL, editors. Foye's principles of medicinal chemistry. 5th ed. Philadelphia: Lippincott Williams & Wilkins; 2002.

文选或者其它类型书籍中有署名选段的引用，作者写选段署名，作品名称写选段名称，之后加上“In:”并在其后写上编者（加注“editors”）与书籍名称、版本、出版地、出版商与出版年份等信息。

#### 电子资料
- World Health Organization (WHO). Mortality country fact sheet 2006 [internet]. Geneva: WHO; 2006. Available from: www.who.int/whosis/mort_emro_pak_pakistan.pdf

电子资料是指从网站等处获得的资料，可能是政府或者机构的档案或者研究报告，也可能为单独的网页等。有时候会要求在在文献名称后、句点前标注“[internet]”。一般情形下都需要在最后加上“Available from:”并写上来源网址。在引用电子期刊时，也有时会按照“Available from:”并写上来源网址的形式书写。